# Batalla de Nagara-gawa
La Batalla de Nagara-gawa (長良川の戦い, Nagara-gawa no tatakai) va ser una batalla que va tenir lloc a la vora del riu Nagara a la província de Mino l'abril de 1556. El lloc de la batalla es troba a l'actual ciutat de Gifu, a la prefectura de Gifu, Japó. Va ser una batalla entre Saitō Dōsan i el seu fill, Saitō Yoshitatsu, que havia instigat un cop d'estat .

## Antecedents
El 1542, Dōsan es va convertir en el representant del clan Toki i va governar la província de Mino com a tal. Originalment havia planejat passar el seu poder a Yoshitatsu, però el 1555 va començar a pensar a transmetre-ho a un dels seus altres fills, Kiheiji (喜 平 次) o potser al seu gendre Nobunaga, que era molt més dotat que els seus fills biològics.

## Batalla
Yoshitatsu, que aleshores vivia al castell de Sagiyama, va saber dels plans del seu pare i, el 1556, va matar els seus dos germans a la residència familiar del mont Inaba, iniciant l'escaramuza intra-familiar. Yoshitatsu va aconseguir el suport d'una gran part dels soldats de la família, reunint aproximadament 17.500 homes. Dōsan, en canvi, només va poder acumular uns 2.700 soldats.
Yoshitatsu va guanyar fàcilment la batalla, que va acabar amb la mort de Dōsan. El gendre de Dōsan, Oda Nobunaga, va enviar tropes per donar-li suport, però no van arribar a la batalla a temps per oferir cap ajuda. Es creu que Akechi Mitsuhide va participar en aquesta batalla, va fer costat a Dōsan.